# Sinfonia n. 2 (Rachmaninov)
La Sinfonia n. 2 in mi minore, Op. 27 fu composta da Sergej Rachmaninov nel 1906-07. La prima esecuzione fu diretta dal compositore stesso a San Pietroburgo l'8 febbraio 1908. La partitura è dedicata a Sergej Taneev, un compositore, docente, teorico e autore russo che fu allievo di Čajkovskij. Insieme al concerto per pianoforte n. 2 e n. 3, questa sinfonia è una delle opere più note del compositore.

## Storia della composizione
Prima di comporre la sua seconda sinfonia, Rachmaninov era reduce da due stagioni di successo come direttore d'orchestra al teatro Bol'šoj di Mosca. Egli però considerava se stesso prima di tutto un compositore, e sentiva che dirigere gli lasciava poco tempo per comporre. Si trasferì quindi con la moglie e la figlia a Dresda, in Germania, con l'intento di dedicare più tempo alla composizione e anche di ripararsi dai tumulti del 1905. La famiglia rimase a Dresda per tre anni, passando le estati in Russia nella tenuta di Ivanovka. Fu in questo periodo che Rachmaninov scrisse, oltre alla sinfonia n. 2, il poema sinfonico L'isola dei morti.
Ad ogni modo, Rachmaninov non era convinto di essere dotato come compositore di sinfonie. La prima esecuzione della sua sinfonia n. 1 nel 1897, diretta da Aleksandr Glazunov, era stata un disastro totale; le critiche furono tanto dure da portare il giovane compositore ad una forte depressione. Anche dopo il successo del suo secondo concerto per pianoforte, con il quale nel 1904 vinse il Premio Glinka e 500 rubli, a Rachmaninov mancava ancora fiducia nelle sue doti. La prima stesura della sua seconda sinfonia lo lasciò piuttosto insoddisfatto, ma dopo mesi di revisioni la portò a termine e ne diresse la prima esecuzione nel 1908. L'opera riscosse un grande successo e dieci mesi dopo gli valse un ulteriore Premio Glinka. Il trionfo restituì a Rachmaninov la fiducia nelle sue capacità di scrivere sinfonie.
A motivo della sua notevole durata (circa un'ora) la seconda sinfonia è stata oggetto di diverse revisioni che l'hanno ridimensionata ad appena 35', specialmente negli anni Quaranta e Cinquanta del Novecento. Prima del 1970 la sinfonia era solitamente eseguita in versione ridotta; ora però viene eseguita quasi esclusivamente nella versione completa, anche se a volte si omette un ritornello nel primo movimento.

## Struttura della composizione
La sinfonia è in quattro movimenti:
1. Largo — Allegro moderato (mi minore)
2. Allegro molto (la minore)
3. Adagio (la maggiore)
4. Allegro vivace (mi maggiore)

### Largo — Allegro moderato
Il primo movimento inizia con un'introduzione lenta, nella quale il motto, tema della sinfonia, è introdotto e sviluppato. Questo porta ad un climax appassionato, dopo il quale il corno inglese conduce il movimento all'Allegro in forma-sonata. Vi è quindi la ripetizione integrale dell'esposizione. Lo sviluppo seguente è piuttosto tempestoso e vi compaiono solo il primo soggetto ed il tema centrale. Dopo un lungo pedale di dominante, la musica entra lentamente nella ripresa in mi maggiore, dove solo il secondo soggetto è presente, ma viene notevolmente sviluppato rispetto all'esposizione. L'omissione del primo soggetto nella ripresa è una caratteristica anche della seconda, quarta e sesta sinfonia di Čajkovskij. La coda in mi minore conclude il movimento in fortissimo.

### Allegro molto
Questo movimento somiglia solamente ad uno scherzo, ma è piuttosto un rondò nella forma ABACABA, tipica del primo periodo romantico. L'inizio, in la minore, è un vivace ostinato suonato dagli archi. Come spesso accade nelle opere di Rachmaninov, vi è una citazione del canto piano del Dies Irae nelle battute iniziali dei corni. La sezione B è una lirica melodia cantabile in do maggiore. La sezione centrale (trio) inizia con un improvviso accordo di tutti in fortissimo, ed è un esempio della maestria di Rachmaninov nel contrappunto e nel fugato, grazie agli studi condotti con Sergej Taneev, a cui la sinfonia è dedicata. A conclusione del movimento è nuovamente citato il Dies Irae, questa volta con un coro degli ottoni. Il movimento termina in ppp.

### Adagio
Il terzo movimento è in forma tripartita, ed è ricordato per il suo tema iniziale, suonato dai violini primi e citato nel seguito sia come melodia che come figura di accompagnamento. Questo tema, tuttavia, è in realtà solo un'introduzione al tema principale, che è presentato con un lungo assolo del clarinetto. La seconda parte del movimento è basata sul motto iniziale e sembra un diretto complemento dell'introduzione del primo tempo, portando ad un appassionato climax in do maggiore. Dopo una transizione al tema di apertura, compare nuovamente la melodia centrale del movimento, questa volta suonata dai violini primi, con frammenti del primo tema in accompagnamento. Il movimento si conclude con un lento morendo degli archi.

### Allegro vivace
Il movimento finale è in forma-sonata. Il primo tema di fanfara è suonato dall'orchestra intera, e conduce ad un intermezzo in tempo di marcia suonato dai legni. Dopo il ritorno del primo tema il primo soggetto si conclude, e porta direttamente ad un'ampia melodia suonata dagli archi. Dopo un pianissimo viene brevemente richiamato il terzo movimento, e quindi inizia lo sviluppo, che si articola in due sezioni, la prima delle quali introduce nuove idee melodiche, mentre la seconda si risolve in una scala discendente. La ripresa presenta inizialmente solo il primo soggetto, prima di passare ad un pedale di dominante, che porta ad una trionfale riapparizione del secondo soggetto, nella quale frammenti del primo tema, del motto e della scala discendente sono presenti in accompagnamento. Una coda enfatica porta la sinfonia alla conclusione, che termina con il caratteristico motto di quattro note di chiusura di molti lavori di Rachmaninov, in questo caso presentato in ritmo terzinato.

## Manoscritto
Il manoscritto fu a lungo considerato perduto, fino alla sua scoperta in una collezione privata nel 2004. Fu autenticato da Geoffrey Norris. Il manoscritto divenne poi proprietà della Fondazione Tabor, che lo concesse in comodato alla British Library. Nel maggio del 2014 il manoscritto venne messo all'asta da Sotheby's per 1.202.500,00 £. Contiene materiale non presente nella versione data alle stampe. 

## Influenze artistiche
Una parte del secondo movimento della sinfonia ricorre più volte nel film del 2014 Birdman del regista Alejandro González Iñárritu. Inoltre, è stata usata in una composizione del percussionista jazz messicano Antonio Sánchez.
Parti del terzo movimento sono state usate dal cantante pop Eric Carmen per la sua canzone del 1976 Never Gonna Fall in Love Again, che prende in prestito l'introduzione ed il tema principale del terzo movimento, rispettivamente per il ritornello e per il bridge. Poiché ai tempi la musica di Rachmaninov era ancora soggetta a copyright, Carmen fu costretto a pagare le royalties. Il tema fu inoltre usato dal pianista jazz Danilo Pérez come motivo principale del brano If I Ever Forget You, contenuto nell'album del 2008 Across the Crystal Sea.
Nell'aprile del 2008 Brilliant Classics ha pubblicato un arrangiamento della sinfonia, scritto da Alexander Warenberg, in forma di concerto per pianoforte e orchestra, intitolato Rachmaninoff's Piano Concerto No. 5. L'opera consiste per buona parte di parti della sinfonia, con aggiunte di materiale scritto da Warenberg, parti originali modificate ed alcune variazioni a livello armonico per migliorare il suono ed il bilanciamento. L'arrangiamento di Warenberg richiama la forma del concerto in tre movimenti, con un secondo movimento completamente nuovo ed un finale rivisto per creare un climax più teso ed efficace.

## Registrazioni
Discografia selettiva
- Kurt Sanderling, Orchestra filarmonica di San Pietroburgo, DG 449 767-2GOR
- Eugene Ormandy, Orchestra di Filadelfia, Sony, SB2K63257
- Paul Kletzki, Orchestre de la Suisse Romande, Decca Eloquence ELQ470 6752
- Evgenij Fëdorovič Svetlanov, Orchestra Sinfonica di Stato dell'URSS, Melodija, MELCD100 0142
- André Previn, London Symphony Orchestra, Warner Classics 085289-2
- Walter Weller, London Philharmonic Orchestra, Decca Eloquence ELQ480 0824
- Edo de Waart, Orchestra filarmonica di Rotterdam, Philips 438 383-2PM2; Pentatone PTC5186 153
- Jurij Chatuevič Temirkanov, Orchestra Sinfonica di Stato dell'URSS, Brilliant 8818
- Eugene Ormandy, Orchestra di Filadelfia, EuroArts 207 2258
- Kirill Petrovič Kondrašin, Orchestra reale del Concertgebouw, RCO Live RCO08005
- Vladimir Davidovič Aškenazi, Orchestra reale del Concertgebouw, Decca 448 116-2DF2; 455 798-2DC3
- Lorin Maazel, Berliner Philharmoniker, DG 445 590-2GMA2; 478 5697GB
- André Previn, Royal Philharmonic Orchestra, Telarc CD80113
- Mariss Jansons, Philharmonia Orchestra, Chandos CHAN8520
- Gennadij Nikolaevič Roždestvenskij, London Symphony Orchestra, Regis RRC1210
- Kurt Sanderling, Philharmonia Orchestra, Apex 0927 49044-2
- Pavel Kogan, Orchestra Sinfonica Statale di Mosca, Alto ALC1031
- Tadaaki Otaka, BBC National Orchestra of Wales, Nimbus NI1786; NI1749
- David Zinman, Orchestra Sinfonica di Baltimora, Telarc CD80312
- Charles Dutoit, Orchestra di Filadelfia, Newton 8802021
- Mariss Jansons, Orchestra filarmonica di San Pietroburgo, EMI 500885-2; 575510-2
- Michail Pletnëv, Orchestra nazionale russa, DG 477 9505GB4
- Evgenij Fëdorovič Svetlanov, Philharmonia Orchestra, ICA Classics ICAC5078
- Valerij Abisalovič Gergiev, Orchestra sinfonica del teatro Mariinskij, Philips 438 864-2PH; Decca 480 6717; Newton 8802082
- Vernon Handley, Royal Philharmonic Orchestra, Membran 222865
- Alexander Anisimov, RTÉ Orchestra Sinfonica Nazionale, Naxos 8 554230; 8 503191
- José Cura, Sinfonia Varsovia, Avie AV0022
- Arwel Hughes, Royal Scottish National Orchestra, BIS BIS-CD1279; BIS-CD1665/6
- Iván Fischer, Budapest Festival Orchestra, Channel Classics CCSSA21604
- Paavo Järvi, Orchestra Sinfonica di Cincinnati, Telarc CD80670; SACD60670
- Semyon Bychkov, WDR Sinfonieorchester Köln, ArtHaus DVD 101 439
- Vladimir Davidovič Aškenazi, Sydney Symphony Orchestra, Exton EXCL00013
- Valerij Abisalovič Gergiev, London Symphony Orchestra, LSO Live LSO0677
- Lan Shui, Orchestra Sinfonica di Singapore, BIS BIS-SACD1712
- Gianandrea Noseda, BBC Philharmonic, Chandos CHAN10589
- Antonio Pappano, Orchestra dell'Accademia Nazionale di Santa Cecilia, EMI 949462-2
- Leonard Slatkin, Orchestra Sinfonica di Detroit, Naxos 8 572458
- Tadaaki Otaka, Melbourne Symphony Orchestra, ABC Classics ABC476 4842
- Vasilij Ėduardovič Petrenko, Royal Liverpool Philharmonic, EMI 915473-2
- Simon Rattle, Berliner Philharmoniker, EuroArts 205 8398; 205 8394